# Час і вільна воля
Час і вільна воля: Ессе про безпосередні дані свідомості (фр. Essai sur les données immédiates de la conscience) - докторська дисертація Анрі Бергсона, вперше опублікована в 1889 році. В есе автор намагається закріпити "свободу" в триетапний процес, спростовуючи необмежену валідність або прикладність наукових кількісних зусиль пов'язаних з матеріалістичними й детермінованими теоремами. Пізніше праця вплине вагомо на континентальну філософію. 